# Luigi Bernini
Luigi Bernini (Roma, 1612 – Roma, 22 dicembre 1681) è stato un architetto, ingegnere e scultore italiano.

## Biografia
Nato da Pietro e da Angelica Galante dopo che si trasferirono da Napoli a Roma nel 1605. Si formò nella bottega di suo fratello, il più noto Gian Lorenzo Bernini, che aiutò in diversi lavori. Fu dapprima attivo presso il Baldacchino di San Pietro; nel 1626 collaborò alla realizzazione di un angelo per l'altare maggiore nella Basilica di Sant'Agostino in Campo Marzio.
Fu particolarmente attivo nella Fabbrica di San Pietro come ingegnere, disegnando le macchine del cantiere, e realizzò diverse sculture all'interno della Basilica di San Pietro, tra le più importanti sono un putto sul Sarcofago della Contessa Matilde del 1634 e il rilievo con l'Angelo che porta la croce di s. Elena del 1635-1639. Tra il 1634 e il 1636 fu autore delle allegorie (in stucco) della Fama per la targa in onore di Urbano VIII nella Basilica di Santa Maria in Aracoeli ed eseguì, nel 1642, le sculture sui campanili di San Pietro (ora demoliti) e del rilievo Pasce oves meas nel portico.
Nella tarda estate del 1638 scoppia lo scandalo. Quando Gian Lorenzo scopre che la sua amante ha una relazione anche con suo fratello Luigi, impazzisce di gelosia e i suoi eccessi sono descritti nella lettera disperata della madre, Angelica Galante Bernini, al cardinal Francesco Barberini, non datata ma dell'autunno 1638. Luigi fugge da Roma e ripara a Bologna per circa un anno. Del crimine, che il giureconsulto Prospero Farinacci descrive come "atrox et grave delictum", erano spesso vittime le cortigiane. E Costanza fu trattata come tale, punita (forse per adulterio) con la detenzione nella Domus Pia de Urbe, nota come monastero di Casa Pia, mentre Luigi, che non era così importante nei disegni del papa, veniva esiliato da Roma. Nel 1645 venne graziato e si riappacificò con il fratello. 
Nel 1648 assistette alla sistemazione dell'obelisco della Fontana dei Quattro Fiumi e completò, insieme al fratello, il Sepolcro di Urbano VIII in San Pietro.
Durante il pontificato di Alessandro VII fu nominato architetto delle acque, nel 1657 assunse la carica di custode vaticano e supervisore al completamento della Cattedra di San Pietro. Nel 1665 fu attivo ad Ariccia nella ricostruzione ex novo della Chiesa di San Nicola di Bari. Altra opera di rilievo è il giardino monumentale di Villa Barbarigo, a Valsanzibio.
Il 3 dicembre 1670 si trovò a Napoli in seguito ad un atto di violenza perpetrato su un ragazzo del suo gruppo di lavoro: Luigi lo sodomizzò e gli usò violenza. I Bernini furono così condannati a pagare 26.000 scudi alla famiglia del fanciullo e alla tesoreria. A Napoli fu ben accolto dagli architetti ed artisti berniniani, introducendo nel panorama napoletano nuove personalità che furono attive a San Pietro come Pietro Ghetti.
Fu reintegrato a Roma nel 1675 dopo l'attenuazione della pena e nel 1677 fu responsabile per la conduzione dell'acqua nelle fontane di Piazza San Pietro.